# Euaugaptilus humilis
Euaugaptilus humilis är en kräftdjursart som beskrevs av Farran 1926. Euaugaptilus humilis ingår i släktet Euaugaptilus och familjen Augaptilidae. Inga underarter finns listade i Catalogue of Life.